# Albert Henrich
Albert Henrich (* 19. Juni 1899 in Düsseldorf; † 5. Mai 1971 ebenda) war ein deutscher Stillleben-, Landschafts- und Porträtmaler der Düsseldorfer Schule und der Neuen Sachlichkeit.

## Leben
Unterbrochen vom Militärdienst im Ersten Weltkrieg studierte Henrich von 1913 bis 1919 an der Kunstakademie Düsseldorf unter Adolf Maennchen, Carl Ederer, Willy Spatz und Ludwig Keller. Er unternahm Studienreisen nach Nordafrika, Italien, Spanien, Südfrankreich sowie Griechenland und war Mitglied der „Gilde 1919“ und der Künstlergruppe Niederrhein. Für seine Malerei erhielt er 1931 den Dürer-Preis der Stadt Nürnberg und 1942 den Cornelius-Preis der Stadt Düsseldorf. 
In der Zeit des Nationalsozialismus war Henrich Mitglied der Reichskammer der bildenden Künste und u. a. von 1938 bis 1944 auf allen Großen Deutschen Kunstausstellungen in München mit 15 Bildern vertreten, von denen Hitler, Martin Bormann und Joseph Goebbels je zwei erwarben.
Nach dem Ende des Zweiten Weltkriegs war Henrich langjähriger Vorsitzender der Düsseldorfer Künstlergruppe 1949, zu deren Gründern er gehörte. Befreundet war er mit dem Maler Carl Cohnen.

## Weitere Ausstellungen (Auswahl)
- ab 1937: Ausstellungen der Gesellschaft zur Förderung der Düsseldorfer bildenden Kunst, Kunsthalle Düsseldorf, Düsseldorf
- 1940: Rheinische Kunstausstellung Berlin, Schloss Schönhausen, Berlin
- 1942: Der Rhein und das Reich. Düsseldorfer Kunstausstellung, Herzog Anton Ulrich-Museum, Braunschweig